# ルミナス (曲)
「ルミナス」は、ClariSの6枚目のシングル。2012年10月10日にSME Recordsから発売された。

## 概要
前作「Wake Up」から約2か月でのリリースとなる2012年3作目のシングル。表題曲「ルミナス」は、アニメーション映画『劇場版 魔法少女まどか☆マギカ [前編] 始まりの物語』の主題歌に起用された。また、『劇場版 魔法少女まどか☆マギカ[前編]始まりの物語・[後編]永遠の物語』のオープニングテーマに起用された。販売形態は初回限定盤、通常盤、期間限定盤の3種リリースで、初回限定盤には表題曲のPV、期間限定盤には「ルミナス」のmovie MIXと、「コネクト」の-Orchestra ver.が収録されている。なお期間限定盤には表面に鹿目まどかが、裏面には暁美ほむらのイラストが描かれている。

## 収録曲

### 通常盤・初回限定版
1. ルミナス [4:08]
  - 作詞・作曲：渡辺翔、編曲：湯浅篤
  - アニメ映画『劇場版 魔法少女まどか☆マギカ [前編] 始まりの物語』『 [後編] 永遠の物語 』主題歌
  - クララによれば、鹿目まどかの気持ちを歌っており、内容的にも「コネクト」に通じているという。また、レコーディングでのアリスの歌唱があまりにも悲しかったため、少女とアリスの気持ちを歌い分けるよう指示された[3]。
2. Friends [3:49]
  - 作詞・作曲・編曲：角野寿和
  - クララ曰く「優しい感じの大人っぽい曲」[3] 。
3. blossom [4:04]
  - 作詞・作曲・編曲：重永亮介
  - キャッチーで明るいアップテンポな曲[3]。
4. ルミナス -instrumental-

DVD（初回限定盤のみ）
1. ルミナス（Music Clip）

### アニメ盤（まどか☆マギカ盤/期間限定盤）
1. ルミナス
2. Friends
3. blossom
4. ルミナス -movie MIX- [1:42]
5. コネクト -Orchestra ver.-（short EDIT） [1:37]

## 楽曲の収録アルバム
| 曲名     | 発売日        | アルバム                            |
| -------- | ------------- | ----------------------------------- |
| ルミナス | 2013年6月26日 | SECOND STORY                        |
| ルミナス | 2015年4月15日 | ClariS 〜SINGLE BEST 1st〜          |
| ルミナス | 2017年8月9日  | 魔法少女まどか☆マギカ Ultimate Best |